# Santibáñez el Bajo (kommunhuvudort)
Santibáñez el Bajo är en kommunhuvudort i Spanien.   Den ligger i provinsen Provincia de Cáceres och regionen Extremadura, i den centrala delen av landet, 220 km väster om huvudstaden Madrid. Santibáñez el Bajo ligger 374 meter över havet och antalet invånare är 900.
Terrängen runt Santibáñez el Bajo är platt. Runt Santibáñez el Bajo är det glesbefolkat, med 8 invånare per kvadratkilometer. Närmaste större samhälle är Plasencia, 19,8 km sydost om Santibáñez el Bajo. Trakten runt Santibáñez el Bajo består till största delen av jordbruksmark.